# Labarthe (Gers)
Labarthe ist eine französische Gemeinde mit 147 Einwohnern (Stand 1. Januar 2022) im Département Gers in der Region Okzitanien (vor 2016: Midi-Pyrénées). Die Gemeinde gehört zum Arrondissement Mirande (bis 2016: Arrondissement Auch) und zum Kanton Astarac-Gimone.
Die Einwohner werden Labarthais und Labarthaises genannt.

## Geographie
Labarthe liegt circa 15 Kilometer ostsüdöstlich von Mirande in der historischen Provinz Armagnac.
Umgeben wird Labarthe von den fünf Nachbargemeinden:
| Clermont-Pouyguillès | Seissan                                     |              |
| Lourties-Monbrun     | Kompassrose, die auf Nachbargemeinden zeigt | Pouy-Loubrin |
|                      | Masseube                                    |              |

### Gewässer
Labarthe liegt im Einzugsgebiet des Flusses Garonne.
Der Gers, einer seiner linken Nebenflüsse, fließt an der östlichen Gemeindegrenze entlang. Linke Nebenflüsse des Gers durchqueren das Gebiet der Gemeinde:
- der Ruisseau de Larrazet,
- der Ruisseau de Laubarie,
- der Ruisseau du Boué und
- der Cédon.[2]

## Geschichte
Das ursprüngliche Dorf befand sich an der Stelle des heutigen Weilers La Gleisette zwischen der Route départementale 929 und dem Fluss Gers. Im Mittelalter zog die Bevölkerung an der Motte Matalane nordwestlich des heutigen Zentrums. Unter dem Ancien Régime hieß die Gemeinde Labarthe d’Astarac.

## Einwohnerentwicklung

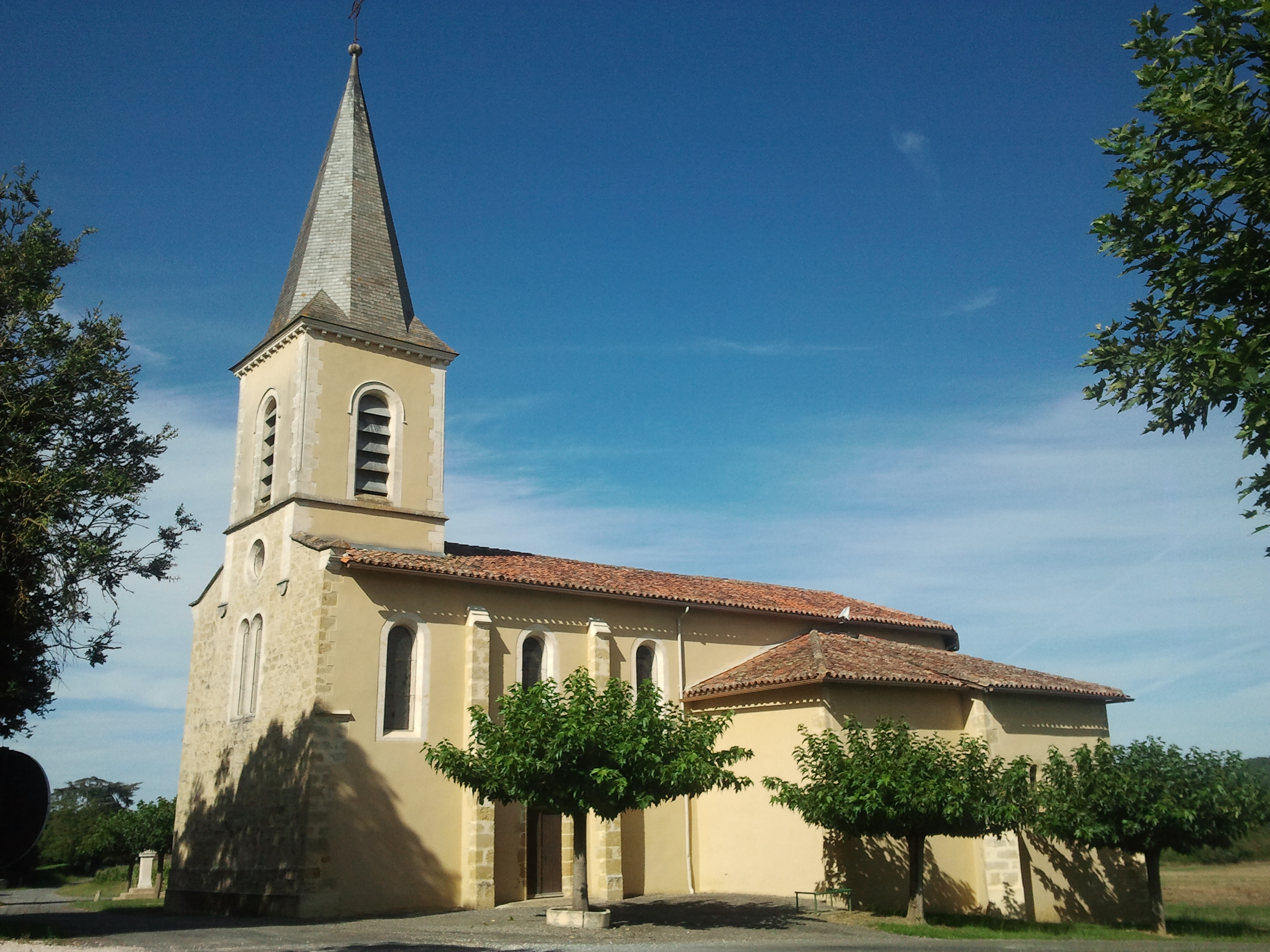
Pfarrkirche Saint-Pierre-Saint-Paul

Nach Beginn der Aufzeichnungen stieg die Einwohnerzahl bis zur Mitte des 19. Jahrhunderts auf einen Höchststand von 315. In der Folgezeit sank die Größe der Gemeinde bei zwischenzeitlichen Erholungsphasen bis zu den 1960er Jahren auf den tiefsten Stand von rund 130 Einwohnern, bevor sich eine Wachstumsphase mit starken Schwankungen einstellte.
| Jahr      | 1962 | 1968 | 1975 | 1982 | 1990 | 1999 | 2006 | 2011 | 2022 |
| --------- | ---- | ---- | ---- | ---- | ---- | ---- | ---- | ---- | ---- |
| Einwohner | 140  | 128  | 147  | 135  | 151  | 142  | 150  | 168  | 147  |

## Sehenswürdigkeiten
- Pfarrkirche Saint-Pierre-Saint-Paul, in den 1880er Jahren umgebaut und vergrößert
- Schloss, in der heutigen Form aus dem 18. Jahrhundert

## Wirtschaft und Infrastruktur

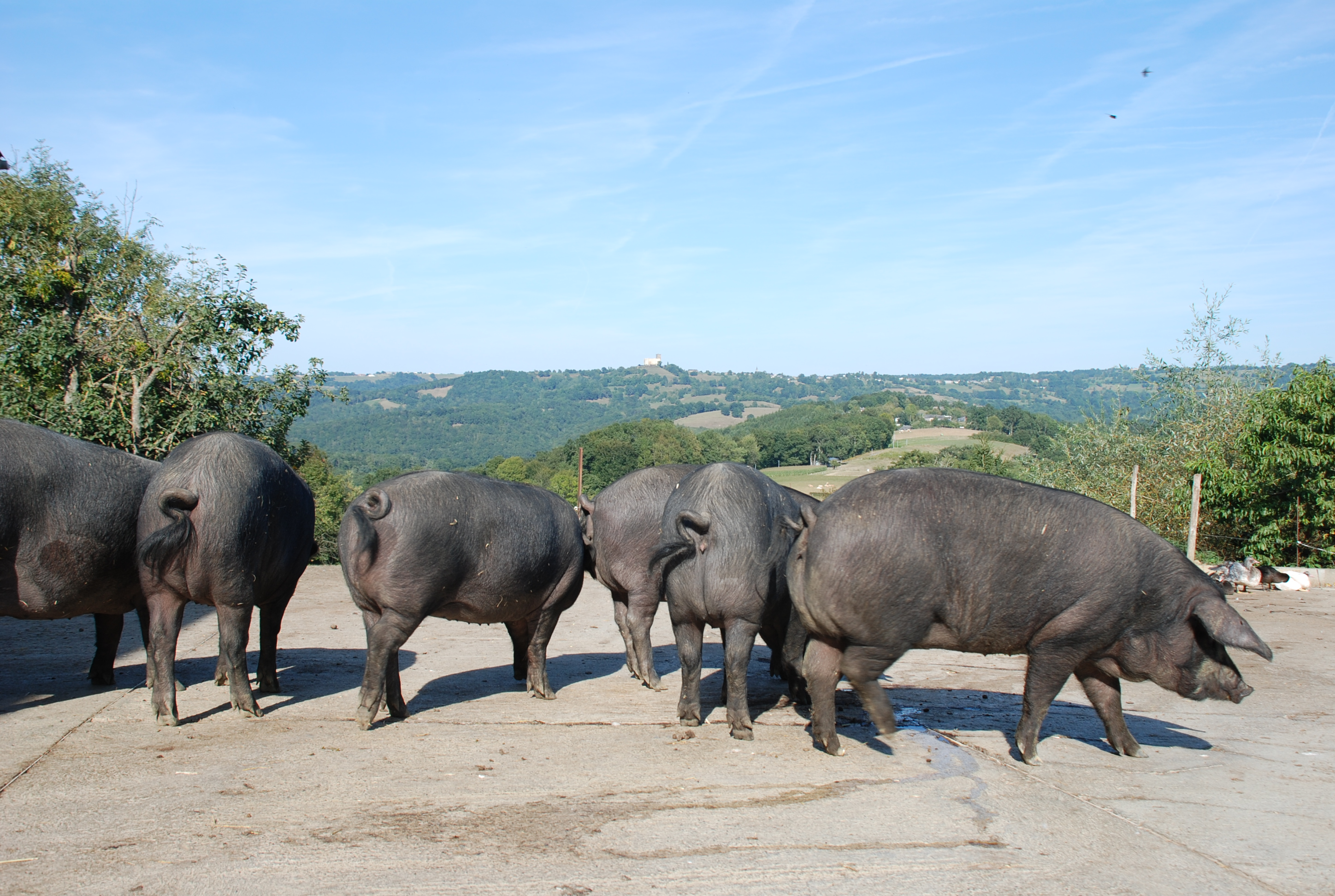
Porcs Noirs de Bigorre

Die Wirtschaft der Gemeinde ist überwiegend landwirtschaftlich orientiert.
Labarthe liegt in den Zonen AOC der Schweinerasse Porc noir de Bigorre und des Schinkens Jambon noir de Bigorre.

### Verkehr
Labarthe ist über die Route départementales 304 und 929, die ehemalige Route nationale 129, erreichbar.